# Maria Isabel Pijoan i Picas
Maria Isabel Pijoan i Picas   (Barcelona, 1960) és una crítica literària catalana.
És coneguda pels seus estudis sobre poesia catalana, especialment sobre l'obra de Salvador Espriu en els quals segueix els principis de l'hermenèutica simbòlica i de la mitocrítica. Ha publicat diversos llibres sobre Espriu (Espriu en la Fi del laberint (1989), L'imaginari de “Cementiri de Sinera” de Salvador Espriu (1990), Salvador Espriu o els itineraris de la poesia (1991)) així com estudis sobre Bartomeu Rosselló-Pòrcel, J.V. Foix, Joan Vinyoli o el Tirant lo Blanc.